# エルラン・ヌルムハンベトフ
エルラン・ヌルバンベトフ（Yerlan Nurmukhambetov、1976年 - ）カザフスタン出身の映画監督である。

## 略歴
カザフスタン生まれ。2000年、カザフスタン国立芸術大学脚本科卒業。
2011年に佐野伸寿と共同監督した『春、一番最初に降る雨』（日・カザフスタン共同製作）で監督デビュー。2015年、初の単独監督作品である『Walnut Tree（クルミの樹）』を監督。
日本の佐野伸寿監督がカザフスタンで大使館に勤務していた頃はアルマトイ芸術大学映画コースの学生で、佐野監督がダルジャン・オミルバエフの依頼で小津安二郎を講義したときの学生だった。そんな関係から、ウィグルから来た少年のスタッフに加わった。
10年後、東京国際映画祭でグランプリをとった『トルパン』や多くの作品を手がけ、助監督としてはカザフ映画界で重要な位置を占めている。
映画「ウィグルから来た少年」では、カエサル役やマーシャ役、外国人役等重要な役者の選定、別班で撮影しなければならない場合の演出。また、ラストシーンの路上での撮影においては、エルランが手早く、そこにいる人、あるいはパレードに参加している集団に声をかけて撮影許可をもらい、快く出演してもらうことができラストシーンが成立した。実を言えばカザフ人はカメラに先を争うように写りたがった。ラストで子供と父親が抱き合うシーンは、自分の息子と一緒に自ら演じてくれた。